# فرانكي شاو
فرانكي شاو (بالإنجليزية: Frankie Shaw)‏ (مواليد 11 نوفمبر 1981 في بوسطن)، هي ممثلة ومخرجة وكاتبة ومنتجة أمريكية بدأت مسيرتها الفنية سنة 2005. اشتُهرت بلعبها دور «ماري جو» في المسلسل التلفزيوني ولاية الجبل الأزرق على قناة سبايك (2010 - 2011). في سنة 2015 قامت بإخراج وكتابة فيلم قصير باسم سميلف.

## حياتها
نشأت فرانكي في بلدة بروكلين في ولاية ماساتشوستس مع عائلة صغيرة، وكان والداها قد تطلقا وهي بعمر 4 سنوات. ترعرعت في جنوب بوسطن، مع والدتها وأخيها الأكبر غير الشقيق والذي يملك بار في بوسطن. التحقت بمدرسة مايكل دريسكول في بروكلين، وكانت من محبي كرة السلة، ثم أكاديمية ميلتون الخاصة في ميلتون وتخرجت سنة 2000. أخيراً تخرجت من كلية بارنارد سنة 2007 بشهادة في الأدب.

## أعمالها

### المسلسلات
| السنة         | اسم المسلسل                      | الدور              | ملاحظات |
| ------------- | -------------------------------- | ------------------ | --- |
| 2005          | القانون والنظام: النية الإجرامية | ماريسا             | "Unchained" (الموسم 5، حلقة 4) |
| 2006          | مذكرات ذا بيدفورد                | سايمون             | "I'm Gonna Love College" (الموسم 1، حلقة 1) |
| 2011          | غلوري ديز                        | جينا               | "Hit Me with Your Test Shot" (الموسم 1، حلقة 9) |
| 2010–2011     | ولاية الجبل الأزرق               | Mary Jo Cacciatore | Main cast (الموسم 2-3، 15 حلقة) |
| 2011          | سي اس آي: نيويورك                | كيلي روز           | "Brooklyn Til I Die" (الموسم 8، حلقة 12) |
| 2011          | فتاتان مفلستان                   | كيفر               | "And the High Holidays" (الموسم 2، حلقة 12) |
| 2013          | مرحبا انساتي                     | نيكي               | "The Limo" (الموسم 1، حلقة 2) |
| 2014          | ميكسولجي                         | فابيان             | Main cast |
| 2015          | مولاني                           | جوليا              | "Ruby" (الموسم 1، حلقة 12) |
| 2015          | صلب العود                        | هيدي               | "Pilot" (الموسم 1، حلقة 1) |
| 2015          | السيد روبوت                      | شايلا نيكو         | الموسم 1 (7 حلقات) |
| 2016          | فلاكد                            | ناتاشا             | 2 حلقة |
| 2016          | إشمئزاز الفتيات الجيدات          | نعومي              | 8 حلقات |
| 2017–حتى الان | سميلف                            | بريجيت             | ممثلة رئيسية، ومنتجة وكاتبة ومخرجة للعمل: في الانتظار – جائزة غولدن غلوب لأفضل ممثلة - مسلسل تلفزيوني موسيقي أو كوميدي في الانتظار – جائزة الغولدن غلوب لأفضل مسلسل - موسيقي أو كوميدي |

### الأفلام
- (2017) سترونجر

## الجوائز والترشحيات
| السنة | الجائزة                   | الفئة                                    | العمل    | النتيجة | ! م   |
| ----- | ------------------------- | ---------------------------------------- | -------- | ------- | ----- |
| 2015  | مهرجان صاندانس السينمائي  | لجنة التحكيم الكبرى (فيلم قصير)          | سميلف    | رُشِّح     |       |
| 2015  | مهرجان صاندانس السينمائي  | أفضل فيلم قصير أمريكي                    | سميلف    | فوز     | [ 5 ] |
| 2016  | مهرجان صاندانس السينمائي  | لجنة التحكيم الكبرى (فيلم قصير)          | شرعي جدا | رُشِّح     |       |
| 2016  | مهرجان ساوث باي ساوث ويست | لجنة التحكيم الكبرى (أفضل نص لفيلم قصير) | شرعي جدا | رُشِّح     |       |
| 2016  | معهد الفيلم الأمريكي      | إخراج نسائي                              |          |         |       |

## روابط خارجية
- فرانكي شاو على موقع IMDb (الإنجليزية)
- فرانكي شاو على موقع ألو سيني (الفرنسية)
- فرانكي شاو على موقع قاعدة بيانات الفيلم (الإنجليزية)